# 马赛厄斯·海因斯
马赛厄斯·海因斯（英語：Mathias Hynes，1883年1月21日—1926年3月9日），英国男子拔河运动员。他曾代表英国参加1912年夏季奥林匹克运动会拔河比赛，获得一枚银牌。